# کبالتوسن
کبالتوسن (به انگلیسی: Cobaltocene) با فرمول شیمیایی [Co(η۵C۵H۵)۲] یک ترکیب شیمیایی است. که جرم مولی آن ۱۸۹٫۱۲ g/mol می‌باشد. 